# Campiña de Jerez
Campiña de Jerez és una comarca situada a la província de Cadis, a Andalusia. Comprèn els municipis de Jerez de la Frontera i San José del Valle.
Limita al nord amb el Bajo Guadalquivir, a la província de Sevilla, a l'oest amb la comarca de la Costa Noroeste de Cádiz, al sud amb la Bahía de Cádiz i La Janda, i a l'est amb la Sierra de Cádiz i la Serranía de Ronda, a Màlaga.

## Integrants
La comarca està composta, a més de pel municipi de San José del Valle, pel municipi de Jerez de la Frontera, el més poblat de la província, en el seu terme a més de la ciutat es troben set localitats pedànias, aquestes són La Barca de la Florida, Estella del Marqués, El Torno, Guadalcacín, Nueva Jarilla, San Isidro del Guadalete i Torrecera.

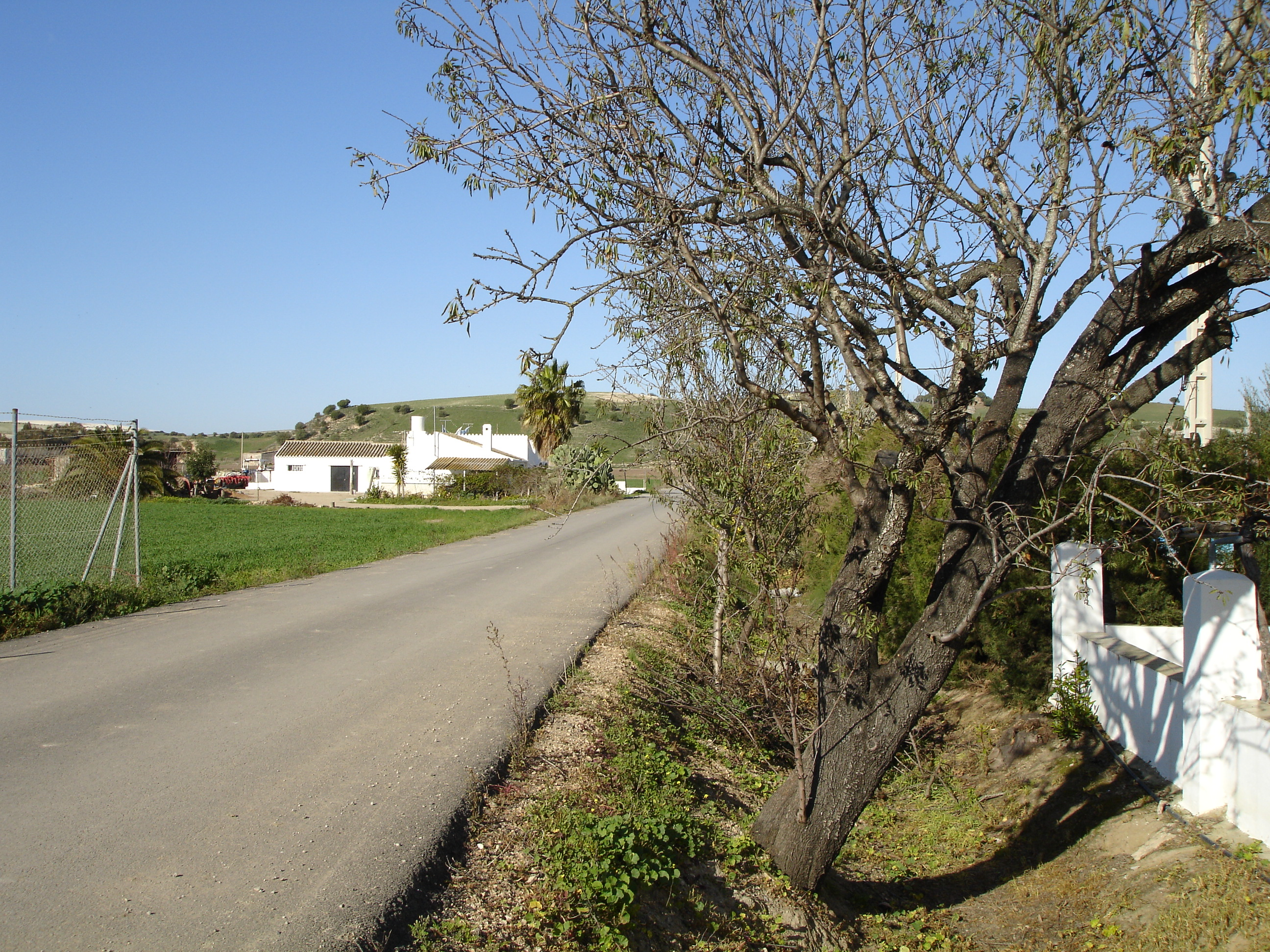
La Greduela

## Economia
La seva agricultura és famosa mundialment per la denominació d'origen del seu vi, el jerez, conreat en el triangle format entre Jerez de la Frontera, Sanlúcar de Barrameda i El Puerto de Santa María. Altres importants cultius del territori són el cotó i la remolatxa.

## Geografia
La comarca de la Campiña de Jerez està creuada pel riu Guadalete, a més en el seu territori es troben la llacuna de Medina i la llacuna de Torrox. També es troben les Forestes de Propio de Jerez, englobats en el Parc Natural dels Alcornocales.

## Altres

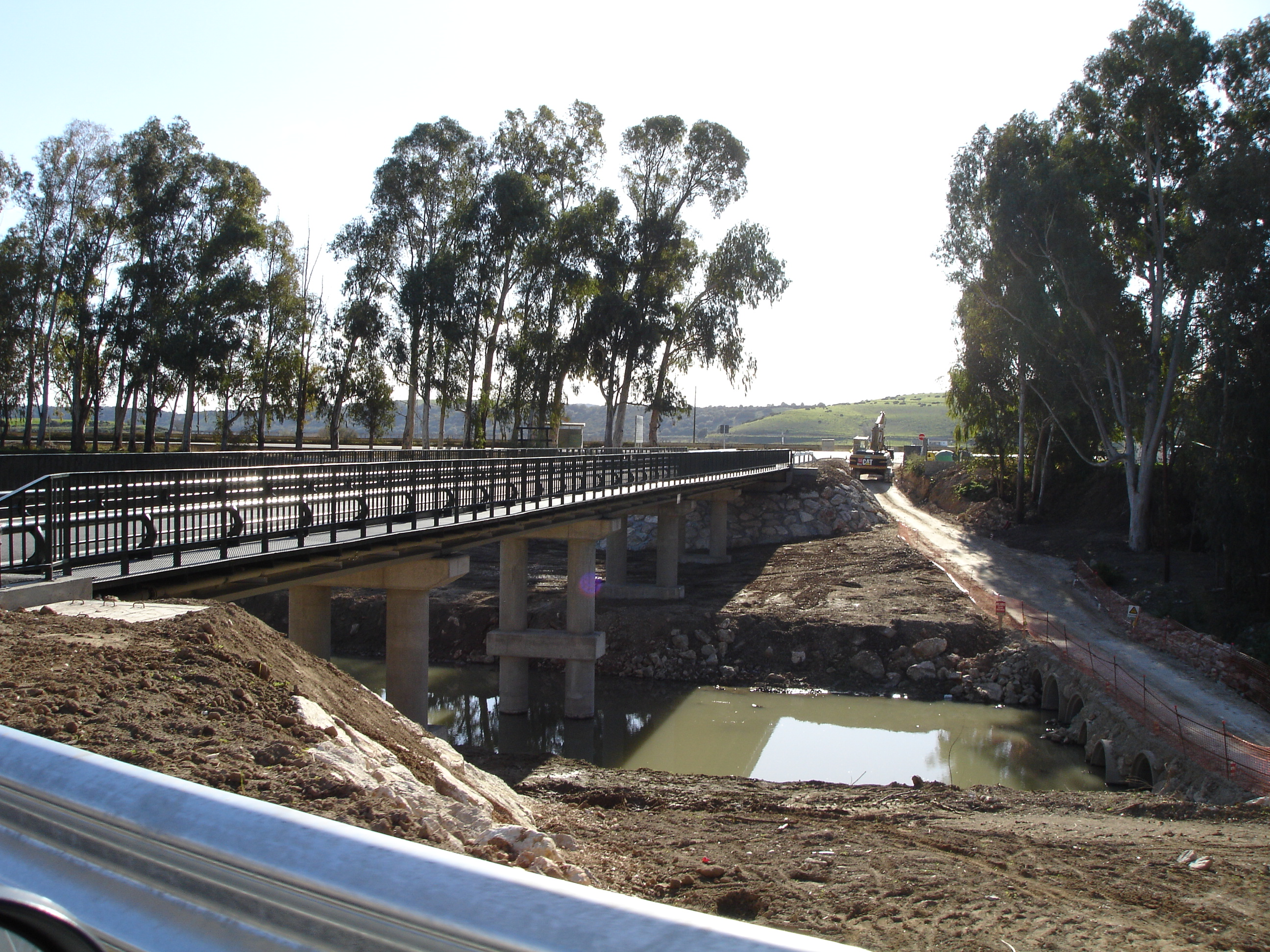
Construcció del pont sobre el riu Guadalete a La Greduela

Jerez forma part de la Diòcesi d'Asidonia-Jerez, sota la jurisdicció eclesiàstica del bisbat homònim, mentre que San José del Valle està integrat en la Diòcesi de Cadis i Ceuta, sota la jurisdicció del bisbat homònim, ambdós sufraganis de l'Arquebisbat de Sevilla. Jerez de la Frontera està englobada en la Mancomunitat de Municipis Badia de Cadis, mentre que San José del Valle forma part de la Mancomunitat de Municipis de la Comarca de La Janda. Jerez de la Frontera és cap del partit judicial nº 7 de la província de Cadis, sota la jurisdicció de la qual es troba San José del Valle.